# Winda (województwo warmińsko-mazurskie)
Winda (niem. Wenden, tuż po wojnie Wendenowo) – wieś w Polsce, położona w województwie warmińsko-mazurskim, w powiecie kętrzyńskim, w gminie Barciany.
W latach 1975–1998 wieś administracyjnie należała do województwa olsztyńskiego.
Do 1954 roku siedziba gminy Winda. 
Przez wieś przebiega droga wojewódzka nr 591.

## Integralne części wsi
| SIMC    | Nazwa    | Rodzaj     |
| ------- | -------- | ---------- |
| 0469702 | Pieszewo | przysiółek |

## Historia
Wieś założona w roku 1389 przez komtura pokarmińskiego Fryderyka von Wendena. Od nazwiska komtura przyjęta została stara nazwa wsi - Wenden.
Winda lokowana była na prawie chełmińskim, na obszarze 53 włók. Osadnicy otrzymali dziewięć lat wolnizny.
W latach 1708–1711 na dżumę zmarły tu 64 osoby.
W 1973 roku do sołectwa Winda należały miejscowości: Niedziałki, Niedziały, Pieszewo i Winda.

## Kościół
Kościół gotycki pochodzi z pierwszej połowy XV w, wieża (w górnej części drewniana, w dolnej czteroczłonowa murowana) z 1843 r, zwieńczona galeryjką. Wystrój wnętrza z XVIII w, cenny rokokowy ołtarz główny. W nawie drewniana empora na słupach.